# Натхдвара
Натхдва́ра (англ. Nathdwara, хинди नाथद्वार) — город в Раджастхане, Западная Индия. Расположен в горной цепи Аравали на реке Банас в округе Раджсаманд, в 48 км к северу от Удайпура. В городе находится известный храм Кришны, который является одним из священных мест паломничества индуизма, в особенности для последователей традиций кришнаизма. В храме поклоняются Шринатхджи — божеству Кришны в форме Бога-ребёнка, поднимающего холм Говардхану. Изначально это божество было установлено на вершине холма Говардхана во Врадже, но в XVI веке, дабы защитить его от антииндуистской кампании могольского императора Аурангзеба, оно было перенесено в Раджастхан. Ранее, храм Шринатхджи был царским дворцом раджей-раджпутов Сесодиа, правивших Меваром.
В переводе Натхдвара означает «ворота господни». Согласно легенде, Кришна сам пожелал остаться в этом месте. Когда караван, перевозивший божество в безопасное место из Вриндаваны остановился на месте будущего храма, колёса повозки, на которой находилось божество, глубоко увязли в грязи. Никакими усилиями повозку не удалось сдвинуть с места. Сопровождавший божество пуджари понял, что это была воля самого Кришны, пожелавшего остаться здесь. Вскоре на этом месте был построен храм, который с тех пор является важным местом паломничества. Огромное количество паломников приезжает сюда по большим индуистским фестивалям, в особенности в Джанмаштами. Пуджари, поклоняющиеся божеству в храме, являются потомками вайшнавского ачарьи Валлабхи, который ранее установил божество Шринатджи на Говардхане.
Согласно всеиндийской переписи 2001 года, в Натхдваре проживало 37 007 человек, из которых мужчины составляли 52 %, женщины — 48 %. Уровень грамотности взрослого населения составлял 73 %, что значительно выше среднеиндийского уровня (59,5 %). Среди мужчин, уровень грамотности равнялся 80 %, среди женщин — 65 %. 13 % населения составляли дети до 6 лет.
Натхдвара также является центром искусства. Особенно знамениты раджастханские картины в стиле «пичвай» мерварской школы живописи. Основным мотивом являются истории из жизни Кришны и, конечно же, божество Шринатджи — загадочная чёрноликая фигура Кришны, поднимающего холм Говардхану мизинцем левой руки.